# Passo di Viamaggio
Der Passo di Viamaggio ist ein 983 m hoher italienischer Pass im Apennin. Er liegt in der Region Toskana unweit der Grenze zur Emilia-Romagna. Über den Pass verläuft die SS 258, die Sansepolcro mit Rimini verbindet und somit das obere Tibertal mit der Adria.